# Hans-Eric Zetterström
Hans-Eric "Hazze" Zetterström född 1957 är en svensk brand- och riskingenjör.
Zetterström har under många år engagerat sig i brandskyddsfrågor och påtalat brister och svagheter i bland annat bygg- och brandskyddslagstiftning. Han har varit med och utvecklat konceptet "Heta Arbeten" som består av föreskrifter, utbildning och certifiering av den som utför arbeten som svetsning, slipning, takläggning och liknande. Konceptet har blivit en branschpraxis som åberopats straffrättsligt, och har bidragit till en kraftig minskning av skadekostnader samt säkrare arbetsplatser.
Zetterström har varit ledamot i styrelserna för Svensk Försäkrings regelnämnd och Brandskyddsföreningen. Han är (2019) ledamot i Försäkringsbranschens Restvärderäddning i Sverige AB (tidigare Restvärderäddningskommittén).

## Utmärkelser
- 2019 – Brandskyddsföreningen Sverige, förtjänstmedalj i guld (förgyllt silver) av åttonde storleken för det ”långvariga och synnerligen erkända arbetet för ett bättre brandskydd såväl i Sverige som internationellt”.[5]